# Звёздочка (шахматы)

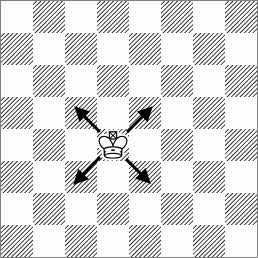
Ходы белого короля (отмечены стрелками) образуют звёздочку

Звёздочка, звезда (англ. star) — тема в шахматной композиции; один из механизмов положения. Совокупность вариантов решения, в каждом из которых фигура (например, король, ферзь или слон) двигается на одно поле по диагонали в четырёх различных направлениях, образуя при этом чётко обозначенную геометрическую фигуру. В качестве темы звёздочка обычно сочетается с другими задачными идеями.
Термин «большая звёздочка» означает, что в вариантах фигура, перемещаясь вдоль четырёх линий звёздочки, двигается каждый раз на равноудалённые два (или три) поля по диагонали. Иногда под большой звёздочкой понимается движение ферзя или слона, находящихся в центре доски, на все доступные им 13 диагональных полей.
Впервые тему звёздочки в двухходовке осуществил Й. Клинг (1849), в трёхходовке — С. Лойд (1857).

## Задачи
|   | a | b | c | d | e | f | g | h |   |
| - | --- | --- | --- | --- | --- | --- | --- | --- | - |
| 8 | e7 белый ферзь · c6 чёрная пешка · e6 белый слон · d3 белый конь · e2 чёрный король · c1 белый слон · h1 белый король | e7 белый ферзь · c6 чёрная пешка · e6 белый слон · d3 белый конь · e2 чёрный король · c1 белый слон · h1 белый король | e7 белый ферзь · c6 чёрная пешка · e6 белый слон · d3 белый конь · e2 чёрный король · c1 белый слон · h1 белый король | e7 белый ферзь · c6 чёрная пешка · e6 белый слон · d3 белый конь · e2 чёрный король · c1 белый слон · h1 белый король | e7 белый ферзь · c6 чёрная пешка · e6 белый слон · d3 белый конь · e2 чёрный король · c1 белый слон · h1 белый король | e7 белый ферзь · c6 чёрная пешка · e6 белый слон · d3 белый конь · e2 чёрный король · c1 белый слон · h1 белый король | e7 белый ферзь · c6 чёрная пешка · e6 белый слон · d3 белый конь · e2 чёрный король · c1 белый слон · h1 белый король | e7 белый ферзь · c6 чёрная пешка · e6 белый слон · d3 белый конь · e2 чёрный король · c1 белый слон · h1 белый король | 8 |
| 7 | e7 белый ферзь · c6 чёрная пешка · e6 белый слон · d3 белый конь · e2 чёрный король · c1 белый слон · h1 белый король | e7 белый ферзь · c6 чёрная пешка · e6 белый слон · d3 белый конь · e2 чёрный король · c1 белый слон · h1 белый король | e7 белый ферзь · c6 чёрная пешка · e6 белый слон · d3 белый конь · e2 чёрный король · c1 белый слон · h1 белый король | e7 белый ферзь · c6 чёрная пешка · e6 белый слон · d3 белый конь · e2 чёрный король · c1 белый слон · h1 белый король | e7 белый ферзь · c6 чёрная пешка · e6 белый слон · d3 белый конь · e2 чёрный король · c1 белый слон · h1 белый король | e7 белый ферзь · c6 чёрная пешка · e6 белый слон · d3 белый конь · e2 чёрный король · c1 белый слон · h1 белый король | e7 белый ферзь · c6 чёрная пешка · e6 белый слон · d3 белый конь · e2 чёрный король · c1 белый слон · h1 белый король | e7 белый ферзь · c6 чёрная пешка · e6 белый слон · d3 белый конь · e2 чёрный король · c1 белый слон · h1 белый король | 7 |
| 6 | e7 белый ферзь · c6 чёрная пешка · e6 белый слон · d3 белый конь · e2 чёрный король · c1 белый слон · h1 белый король | e7 белый ферзь · c6 чёрная пешка · e6 белый слон · d3 белый конь · e2 чёрный король · c1 белый слон · h1 белый король | e7 белый ферзь · c6 чёрная пешка · e6 белый слон · d3 белый конь · e2 чёрный король · c1 белый слон · h1 белый король | e7 белый ферзь · c6 чёрная пешка · e6 белый слон · d3 белый конь · e2 чёрный король · c1 белый слон · h1 белый король | e7 белый ферзь · c6 чёрная пешка · e6 белый слон · d3 белый конь · e2 чёрный король · c1 белый слон · h1 белый король | e7 белый ферзь · c6 чёрная пешка · e6 белый слон · d3 белый конь · e2 чёрный король · c1 белый слон · h1 белый король | e7 белый ферзь · c6 чёрная пешка · e6 белый слон · d3 белый конь · e2 чёрный король · c1 белый слон · h1 белый король | e7 белый ферзь · c6 чёрная пешка · e6 белый слон · d3 белый конь · e2 чёрный король · c1 белый слон · h1 белый король | 6 |
| 5 | e7 белый ферзь · c6 чёрная пешка · e6 белый слон · d3 белый конь · e2 чёрный король · c1 белый слон · h1 белый король | e7 белый ферзь · c6 чёрная пешка · e6 белый слон · d3 белый конь · e2 чёрный король · c1 белый слон · h1 белый король | e7 белый ферзь · c6 чёрная пешка · e6 белый слон · d3 белый конь · e2 чёрный король · c1 белый слон · h1 белый король | e7 белый ферзь · c6 чёрная пешка · e6 белый слон · d3 белый конь · e2 чёрный король · c1 белый слон · h1 белый король | e7 белый ферзь · c6 чёрная пешка · e6 белый слон · d3 белый конь · e2 чёрный король · c1 белый слон · h1 белый король | e7 белый ферзь · c6 чёрная пешка · e6 белый слон · d3 белый конь · e2 чёрный король · c1 белый слон · h1 белый король | e7 белый ферзь · c6 чёрная пешка · e6 белый слон · d3 белый конь · e2 чёрный король · c1 белый слон · h1 белый король | e7 белый ферзь · c6 чёрная пешка · e6 белый слон · d3 белый конь · e2 чёрный король · c1 белый слон · h1 белый король | 5 |
| 4 | e7 белый ферзь · c6 чёрная пешка · e6 белый слон · d3 белый конь · e2 чёрный король · c1 белый слон · h1 белый король | e7 белый ферзь · c6 чёрная пешка · e6 белый слон · d3 белый конь · e2 чёрный король · c1 белый слон · h1 белый король | e7 белый ферзь · c6 чёрная пешка · e6 белый слон · d3 белый конь · e2 чёрный король · c1 белый слон · h1 белый король | e7 белый ферзь · c6 чёрная пешка · e6 белый слон · d3 белый конь · e2 чёрный король · c1 белый слон · h1 белый король | e7 белый ферзь · c6 чёрная пешка · e6 белый слон · d3 белый конь · e2 чёрный король · c1 белый слон · h1 белый король | e7 белый ферзь · c6 чёрная пешка · e6 белый слон · d3 белый конь · e2 чёрный король · c1 белый слон · h1 белый король | e7 белый ферзь · c6 чёрная пешка · e6 белый слон · d3 белый конь · e2 чёрный король · c1 белый слон · h1 белый король | e7 белый ферзь · c6 чёрная пешка · e6 белый слон · d3 белый конь · e2 чёрный король · c1 белый слон · h1 белый король | 4 |
| 3 | e7 белый ферзь · c6 чёрная пешка · e6 белый слон · d3 белый конь · e2 чёрный король · c1 белый слон · h1 белый король | e7 белый ферзь · c6 чёрная пешка · e6 белый слон · d3 белый конь · e2 чёрный король · c1 белый слон · h1 белый король | e7 белый ферзь · c6 чёрная пешка · e6 белый слон · d3 белый конь · e2 чёрный король · c1 белый слон · h1 белый король | e7 белый ферзь · c6 чёрная пешка · e6 белый слон · d3 белый конь · e2 чёрный король · c1 белый слон · h1 белый король | e7 белый ферзь · c6 чёрная пешка · e6 белый слон · d3 белый конь · e2 чёрный король · c1 белый слон · h1 белый король | e7 белый ферзь · c6 чёрная пешка · e6 белый слон · d3 белый конь · e2 чёрный король · c1 белый слон · h1 белый король | e7 белый ферзь · c6 чёрная пешка · e6 белый слон · d3 белый конь · e2 чёрный король · c1 белый слон · h1 белый король | e7 белый ферзь · c6 чёрная пешка · e6 белый слон · d3 белый конь · e2 чёрный король · c1 белый слон · h1 белый король | 3 |
| 2 | e7 белый ферзь · c6 чёрная пешка · e6 белый слон · d3 белый конь · e2 чёрный король · c1 белый слон · h1 белый король | e7 белый ферзь · c6 чёрная пешка · e6 белый слон · d3 белый конь · e2 чёрный король · c1 белый слон · h1 белый король | e7 белый ферзь · c6 чёрная пешка · e6 белый слон · d3 белый конь · e2 чёрный король · c1 белый слон · h1 белый король | e7 белый ферзь · c6 чёрная пешка · e6 белый слон · d3 белый конь · e2 чёрный король · c1 белый слон · h1 белый король | e7 белый ферзь · c6 чёрная пешка · e6 белый слон · d3 белый конь · e2 чёрный король · c1 белый слон · h1 белый король | e7 белый ферзь · c6 чёрная пешка · e6 белый слон · d3 белый конь · e2 чёрный король · c1 белый слон · h1 белый король | e7 белый ферзь · c6 чёрная пешка · e6 белый слон · d3 белый конь · e2 чёрный король · c1 белый слон · h1 белый король | e7 белый ферзь · c6 чёрная пешка · e6 белый слон · d3 белый конь · e2 чёрный король · c1 белый слон · h1 белый король | 2 |
| 1 | e7 белый ферзь · c6 чёрная пешка · e6 белый слон · d3 белый конь · e2 чёрный король · c1 белый слон · h1 белый король | e7 белый ферзь · c6 чёрная пешка · e6 белый слон · d3 белый конь · e2 чёрный король · c1 белый слон · h1 белый король | e7 белый ферзь · c6 чёрная пешка · e6 белый слон · d3 белый конь · e2 чёрный король · c1 белый слон · h1 белый король | e7 белый ферзь · c6 чёрная пешка · e6 белый слон · d3 белый конь · e2 чёрный король · c1 белый слон · h1 белый король | e7 белый ферзь · c6 чёрная пешка · e6 белый слон · d3 белый конь · e2 чёрный король · c1 белый слон · h1 белый король | e7 белый ферзь · c6 чёрная пешка · e6 белый слон · d3 белый конь · e2 чёрный король · c1 белый слон · h1 белый король | e7 белый ферзь · c6 чёрная пешка · e6 белый слон · d3 белый конь · e2 чёрный король · c1 белый слон · h1 белый король | e7 белый ферзь · c6 чёрная пешка · e6 белый слон · d3 белый конь · e2 чёрный король · c1 белый слон · h1 белый король | 1 |
|   | a | b | c | d | e | f | g | h |   |

В начальной позиции на 1...Крd1 последует 2.Сb3#, а на 1...Крf1 2.Сh3# 

Тематический ложный след:

1.Фb4? цугцванг
 1...Крd1 2.Фd2#, 1...Крf1 2.Фe1#, 
 1...Кр:d3 2.Фc4#, 1...Крf3 2.Фg4#, но 1...c5!  
 
Решение:  

1.Фc5! цугцванг
 1...Крd1 2.Сg4#, 1...Крf1 2.Фf2# (на эти два хода короля маты поменялись трижды — тема Загоруйко), 
 1...Кр:d3 2.Фc4#, 1...Крf3 2.Фe3#.

Задача-миниатюра с двумя звёздочками чёрного короля, в ложном следе и решении.